# Nanonycteris veldkampii
Nanonycteris veldkampii is een zoogdier uit de familie van de vleerhonden (Pteropodidae). De wetenschappelijke naam van de soort werd voor het eerst geldig gepubliceerd door Jentink in 1888.

## Voorkomen
De soort komt voor van Guinee tot de Centraal-Afrikaanse Republiek.